# Jack Conway
Jack Conway, all'anagrafe Hugh Ryan Conway (Graceville, 17 luglio 1887 – Pacific Palisades, 11 ottobre 1952), è stato un regista, produttore cinematografico e attore statunitense.
Con il nome di John Conway, lavorò come co-regista, co-produttore e attore. Padre dell'attore Pat Conway, dalla prima moglie, l'attrice del muto Viola Barry, sposata nel 1911 e da cui divorziò nel 1918, ebbe due figlie: Virginia e la scrittrice Rosemary Conway.
Tra i suoi film principali ricordiamo Mentre la città dorme (1928), Tarzan e la compagna (1934), Viva Villa! (1934), Le due città (1935), La donna del giorno (1936), Un americano a Oxford (1938), Il grande nemico (1939), La febbre del petrolio (1940) e La stirpe del drago (1944).

## Premi e riconoscimenti
Per il suo contributo all'industria cinematografica, gli è stata attribuita una stella sulla Hollywood Walk of Fame al 1500 di Vine Street.

## Filmografia

### Regista (parziale)
- Her Indian Hero, co-regia di Al Christie e Milton J. Fahrney (1912)
- His Only Son, co-regia di Milton J. Fahrney (1912)
- The House of Pride (1912)
- In the Long Run (1912)
- When Sherman Marched to the Sea (1913)
- The Struggle, co-regia di Frank E. Montgomery (1913)
- An Indian's Honor, co-regia di Frank Montgomery (1913)
- The Long Portage, co-regia di Frank Montgomery (1913)
- The Old Armchair  (1913)

- The Penitentes (1915)

- The Mainspring (1916)
- The Social Buccaneer (1916)

- The Silent Battle (1916)

- Her Soul's Inspiration (1917)
- Polly Redhead (1917)
- A Jewel in Pawn (1917)
- The Smashing Stroke (1917)
- Come Through (1917)
- The Little Orphan (1917)
- The Charmer (1917)
- Bond of Fear (1917)
- Because of a Woman (1917)

- Desert Law (1918)

- Lombardi, Ltd. (1919)

- Riders of the Dawn (1920)
- The Dwelling Place of Light (1920)
- The Money Changers (1920)
- The U.P. Trail
- The Killer (1921)
- The Spenders (1921)
- The Servant in the House (1921)
- The Lure of the Orient
- The Kiss (1921)
- The Rage of Paris
- The Millionaire (1921)
- A Daughter of the Law
- Across the Deadline (1922)
- Step on It! (1922)
- Don't Shoot (1922)
- The Long Chance (1922)
- Another Man's Shoes
- The Prisoner (1923)
- Quicksands (1923)
- Trimmed in Scarlet
- What Wives Want
- Sawdust (1923)
- Lucretia Lombard (1923)
- The Trouble Shooter
- The Heart Buster
- The Roughneck (1924)
- The Hunted Woman (1925)
- The Only Thing (1925)
- Soul Mates (1925)
- Brown of Harvard  (1926)
- The Understanding Heart
- Twelve Miles Out
- The Smart Set
- Bringing Up Father (1928)
- Mentre la città dorme (While the City Sleeps) (1928)
- Il misterioso Jimmy
- Ragazze americane (Our Modern Maidens) (1929)
- L'indomabile (Untamed) (1929)
- They Learned About Women
- The Unholy Three (1930)
- Passione cosacca (New Moon) (1930)

- Just a Gigolo (1931)
- Red-Headed Woman (1932)
- -But the Flesh Is Weak (1932)
- Viva Villa! (1934)
- Tarzan e la compagna (Tarzan and His Mate) (1934) (non accreditato)
- Pura al cento per cento (The Girl from Missouri) (1934)
- Una notte a New York (One New York Night) (1935)
- Le due città (A Tale of Two Cities) (1935)
- La donna del giorno (Libeled Lady) (1936)
- È nata una stella (A Star Is Born) - (non accreditato) (1937)
- Saratoga (1937)
- Un americano a Oxford (A Yank at Oxford) (1938)
- L'amico pubblico n° 1 (Too Hot to Handle) (1938)
- Il grande nemico (Let Freedom Ring) (1939)
- La signora dei tropici (Lady of the Tropics) (1939)
- Passaggio a Nord-Ovest (Northwest Passage) (1940) (scene aggiuntive - non accreditato)
- La febbre del petrolio (Boom Town) (1940)
- Innamorato pazzo (Love crazy) (1941)
- Se mi vuoi sposami (Honky Tonk) (1941)
- La banda Pellettier (Crossroads) (1942)
- Il segreto del golfo (Assignment in Brittany) (1943)
- La stirpe del drago (Dragon Seed), co-regia di Harold S. Bucquet (1944)
- L'isola sulla montagna (High Barbaree) (1947)
- I trafficanti (The Hucksters) (1947)
- Desiderami (Desire Me) (1947)
- La bella imprudente (Julia Misbehaves) (1948)

### Attore
- The Scarlet Letter, regia di Sidney Olcott – cortometraggio (1908)
- The Old Soldier's Story, regia di Sidney Olcott – cortometraggio (1909)
- Her Indian Mother, regia di Sidney Olcott – cortometraggio (1910)
- The Sheriff of Tuolomne, regia di Francis Boggs – cortometraggio (1911)
- The Totem Mark, regia di Otis Turner – cortometraggio (1911)
- Kit Carson's Wooing, regia di Francis Boggs – cortometraggio (1911)
- The Voyager: A Tale of Old Canada, regia di Hobart Bosworth – cortometraggio (1911)
- John Oakhurst, Gambler, regia di Hobart Bosworth (1911) – cortometraggio (1911)
- An Indian Vestal, regia di Hobart Bosworth – cortometraggio (1911)
- Coals of Fire, regia di Hobart Bosworth – cortometraggio (1911)
- A Painter's Idyl, regia di Hobart Bosworth – cortometraggio (1911)
- The Chief's Daughter, regia di Hobart Bosworth – cortometraggio (1911)
- George Warrington's Escape, regia di Hobart Bosworth – cortometraggio (1911)
- Tracked Through the Desert

- Cupid and the Ranchman – cortometraggio (1912)
- A Pair of Jacks – cortometraggio (1912)
- Across the Sierras, regia di Al Christie e Milton J. Fahrney – cortometraggio (1912)
- Her Indian Hero, regia di Jack Conway, Al Christie e Milton J. Fahrney – cortometraggio (1912)
- Uncle Bill, regia di Milton J. Fahrney – cortometraggio (1912)
- The Bugler of Battery B, regia di Kenean Buel – cortometraggio (1912)
- The Soldier Brothers of Susanna, regia di George Melford e Kenean Buel – cortometraggio (1912)
- His Only Son, regia di Jack Conway e Milton J. Fahrney – cortometraggio (1912)
- Mary of the Mines, regia di Francis Ford – cortometraggio (1912)
- The Civilian, regia di Thomas H. Ince – cortometraggio (1913)
- The Mosaic Law, regia di Thomas H. Ince – cortometraggio (1913)
- When Lincoln Paid, regia di Francis Ford – cortometraggio (1913)
- The Telltale Hatband, regia di Francis Ford – cortometraggio (1913)
- The Twelfth Juror, regia di George Lessey – cortometraggio (1913)
- Will o' the Wisp – cortometraggio
- A Child of War, regia di Thomas H. Ince – cortometraggio (1913)
- Brought to Bay, regia di J.P. McGowan – cortometraggio (1913)
- When Sherman Marched to the Sea, regia di Jack Conway – cortometraggio (1913)
- Birds of Prey, regia di J.P. McGowan – cortometraggio (1913)
- Soldiers Three – cortometraggio (1913)
- The Madcap, regia di Burton L. King – cortometraggio (1913)
- The Struggle, regia di Jack Conway e Frank Montgomery – cortometraggio (1913)
- Good-for-Nothing Jack – cortometraggio (1913)
- The Trail of the Lonesome Mine – cortometraggio (1913)
- Patsy's Luck – cortometraggio (1913)
- In the End – cortometraggio (1913)
- The Claim Jumper, regia di Burton L. King – cortometraggio (1913)
- The Long Portage, regia di Jack Conway, Frank Montgomery – cortometraggio (1913)
- The Old Armchair, regia di Jack Conway (1913)
- The Price of Crime , regia di Gilbert P. Hamilton (1914)
- The Valley of the Moon, regia di Hobart Bosworth (1914)
- The Mistress of the Air – cortometraggio (1914)
- For Those Unborn, regia di Christy Cabanne - supervisione di David W. Griffith, cortometraggio (1914)
- The Sheriff's Choice, regia di Arthur Mackley – cortometraggio (1914)
- Burning Daylight: The Adventures of 'Burning Daylight' in Alaska, regia di Hobart Bosworth (1914)
- How the Kid Went Over the Range – cortometraggio (1914)
- The Wireless Voice, regia di Fred Kelsey – cortometraggio (1914)
- False Pride Has a Fall, regia di Gilbert P. Hamilton – cortometraggio (1914)
- The Revenue Officer's Deputy, regia di Fred Kelsey – cortometraggio (1914)
- The Wrong Prescription regia di Jack Conway – cortometraggio (1914)
- Even Unto Death, regia di Gilbert P. Hamilton (1914)
- The Folly of Anne, regia di John B. O'Brien – cortometraggio (1914)
- The Chechako, regia di Hobart Bosworth (1914)
- The Old Good-for-Nothing – cortometraggio (1914)
- The Old Maid, regia di John B. O'Brien – cortometraggio (1914)
- In Fear of His Past – cortometraggio (1914)
- The Old Fisherman's Story, regia di John B. O'Brien – cortometraggio (1914)
- His Lesson, regia di George Siegmann – cortometraggio (1915)
- What Might Have Been, regia di John B. O'Brien – cortometraggio (1915)
- The Outcast, regia di John B. O'Brien (1915)
- Captain Macklin, regia di John B. O'Brien – cortometraggio (1915)
- Added Fuel – cortometraggio (1915)
- The Man of It – cortometraggio (1915)
- The Mystic Jewel, regia di Jack Conway – cortometraggio (1915)
- Bitter Sweet, regia di Jack Conway e Rollin S. Sturgeon – cortometraggio (1916)
- Macbeth, regia di John Emerson (1916)
- The Smashing Stroke, regia di Jack Conway – cortometraggio (1917)
- The Little Orphan, regia di Jack Conway (1917)
- Restless Souls, regia di William C. Dowlan (1919)
- A Royal Democrat (1919)
- The Killer, regia di Jack Conway e Howard C. Hickman (1921)
- The Lure of the Orient, regia di Jack Conway (1921)
- Roof Tops of Manhattan, regia di Joseph Henabery – cortometraggio (1935)